# Horst Karsten
Horst Karsten (Elsfleth, 1 de enero de 1936) es un jinete alemán que compitió para la RFA en la modalidad de concurso completo.
Participó en tres Juegos Olímpicos de Verano entre los años 1964 y 1972, obteniendo dos medallas, bronce en Tokio 1964 y bronce en Múnich 1972. Ganó una medalla en el Campeonato Mundial de Concurso Completo de 1974, y siete medallas en el Campeonato Europeo de Concurso Completo entre los años 1965 y 1977.

## Palmarés internacional
| Representando al Equipo Alemán Unificado |                           |                   |             |
| Juegos Olímpicos                         |                           |                   |             |
| Año                                      | Lugar                     | Medalla           | Categoría   |
| 1964                                     | Tokio (Japón)             | Medalla de bronce | Por equipos |
| Representando a la RFA                   |                           |                   |             |
| Juegos Olímpicos                         |                           |                   |             |
| Año                                      | Lugar                     | Medalla           | Categoría   |
| 1972                                     | Múnich (RFA)              | Medalla de bronce | Por equipos |
| Campeonato Mundial                       |                           |                   |             |
| Año                                      | Lugar                     | Medalla           | Categoría   |
| 1974                                     | Burghley (Reino Unido)    | Medalla de bronce | Por equipos |
| Campeonato Europeo                       |                           |                   |             |
| Año                                      | Lugar                     | Medalla           | Categoría   |
| 1965                                     | Moscú (URSS)              | Medalla de bronce | Individual  |
| 1969                                     | Le Pin-au-Haras (Francia) | Medalla de bronce | Por equipos |
| 1973                                     | Kiev (URSS)               | Medalla de oro    | Por equipos |
| 1973                                     | Kiev (URSS)               | Medalla de bronce | Individual  |
| 1975                                     | Luhmühlen (RFA)           | Medalla de bronce | Por equipos |
| 1977                                     | Burghley (Reino Unido)    | Medalla de plata  | Por equipos |
| 1977                                     | Burghley (Reino Unido)    | Medalla de bronce | Individual  |